# Piedra de las Golondrinas
La Piedra de las Golondrinas, situada en el término municipal de La Roca del Vallés, en el sector de Céllecs, es un gran bloque granítico irregular erosionado y lleno de cavidades cóncavas. Forma parte del conjunto del Arte rupestre del arco mediterráneo de la península ibérica declarado Patrimonio de la Humanidad por la UNESCO en el año 1998 (ref. 874.001).
En 1945 se descubrieron unas pinturas rupestres esquemáticas muy deterioradas pero únicas hasta el momento en la zona. La datación de estas pinturas es difícil, los estudiosos las sitúan entre el Neolítico Medio y la Edad del Hierro. Esto hace probable que sean pinturas contemporáneas a la construcción de los megalitos de la ruta de Céllecs.

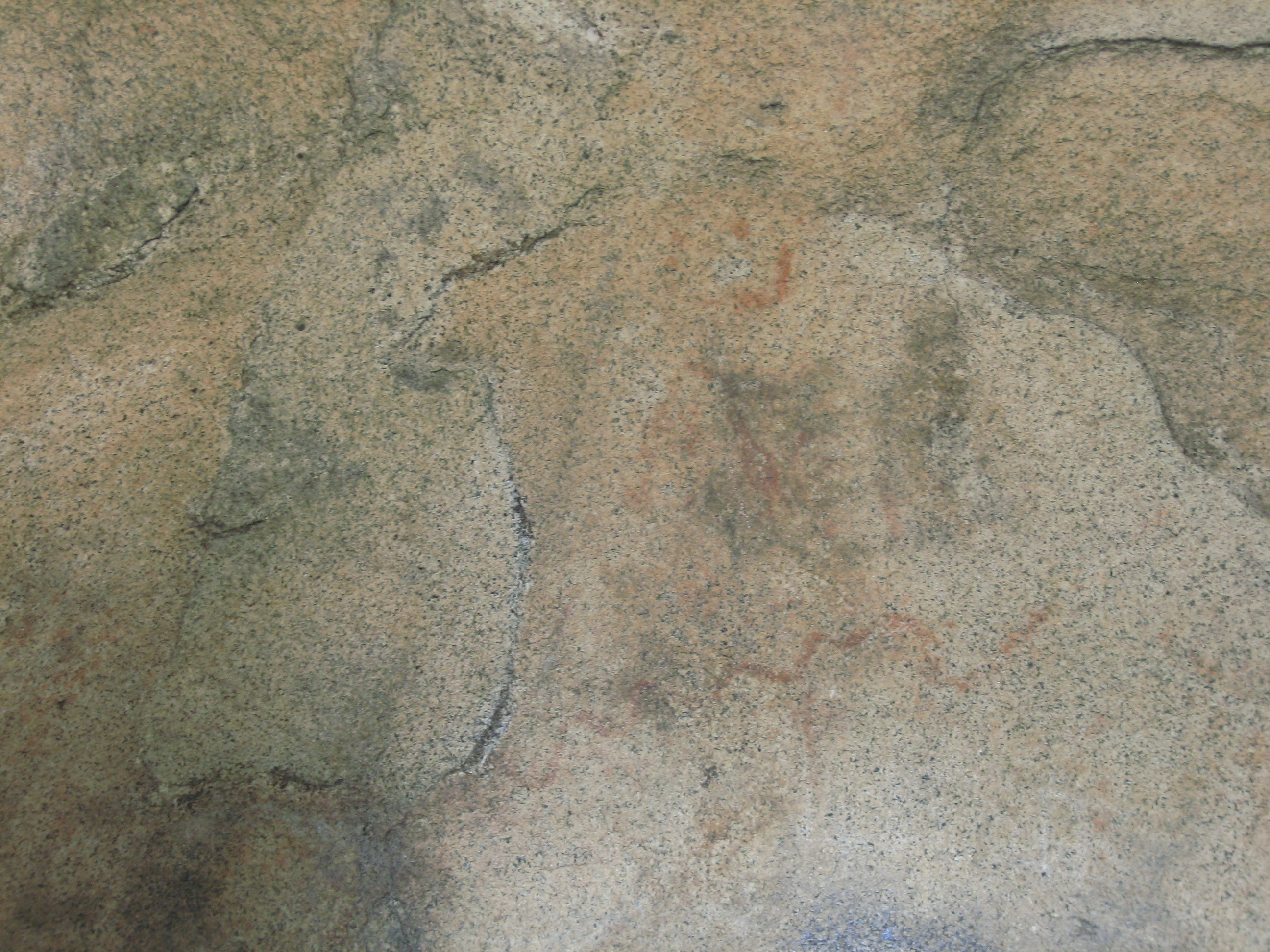
Pinturas parietales.

Este grupo de pinturas está formado por un total de 32 entre una gran variedad de formas, figurativas antropomorfas femeninas, cruciformes, curvilíneas, puntos, rayas, etc. Los colores que más destacan son el rojo y el negro. Destaca sobre todo una figura central encima de unas formas onduladas. Su estado de conservación es muy malo debido a que han sufrido algunas agresiones.